# Augustin Kristić
Fra Augustin Kristić (Kreševo, 26. kolovoza 1892. – Travnik, 13. kolovoza 1960.), rimokatolički svećenik, hrvatski zavičajni i crkveni povjesničar, etnolog, etnomuzikolog, pisac za djecu, leksikograf iz Bosne.

## Životopis
Rodio se 1892. godine u Kreševu. 1915. se godine zaredio za svećenika. Službovao je u više mjesta. Bio je franjevac, a od 1935. je dijecezanski svećenik. Ostavio je iza sebe bogat znanstveni i književni opus. Najplodniji je pisac kreševskog područja. Intenzivno je proučavao crkvenu i narodnu povijest Hrvata kreševskog kraja ali i cijele BiH svog vremena. Brojni vrijedni radovi iz povijesti, etnologije i etnomuzikologije su iza njega. Umro je u bolnici u Travniku 13. kolovoza 1960. godine.

## Djela
Napisao je više knjiga te brojnih studija, članaka, reportaža i ost. priloga. Neka djela još mu nisu objavljena i u rukopisnoj su formi: zbirka dječjih pripovjedaka Put pisanice kroz tri carstva i kraljevstva, Dnevnik', te Rječnik Kreševa i okolice. Svi mu se rukopisi čuvaju se u arhivu Franjevačkog samostana u Kreševu. Časopisu u kojima je objavio djela su Glasnik Hrvatskih zemaljskih muzeja u Sarajevu, Glasnik zemaljskog muzeja u Sarajevu, Kalendar Napredak, Dobri pastir, 
Izabrana djela:
- Spomenica Oblasnog odbora Crvenog Krsta u Sarajevu : izdana prigodom svečanog otvorenja Doma Crvenog Krsta u Sarajevu 22. septembra 1929., 1929. (suautor)
- Građanski život Kreševa, 1939.
- Spomenica 50-godišnjice r.-k. župe Stup 1890 -1940 (urednik), 1941.
- Kreševo; obrtni, građanski i narodni život (Jedno sredovječno središte bosanske Hrvatske.), 1941.
- Hrvatska Bosna - priča djeci - - -, 1941. (autor i ur. Čika Krišto - Augustin Kristič ; crteže radila Silva Rabić, K. B. Lj.)
- Sabor u carstvu leptira ; Mišići i macan, 1943.
- Mala djeca pjevajući - zabavljaju --- : dječji igrokazi s pjevanjem, 1944.
- Etnologija : temeljne značajke prakultura, 1944.
- Članci: Razne vrste aršina i ulčija, Narodno liječenje željezom, Vlačuge i stolac, Lokalizacija gvozdenih majdana i rudnica oko Kreševa, Kulturno-privredni dokumenti Hrvata-katolika Bosne, Narodni nazivi kovačkog obrta u Kreševu, Crkveno-narodni običaji Kreševa, Povijesni spomenici Kreševa, Bosanske crkve i njihovo obskrbljivanje : za Otomanske vlade,

## Vanjske poveznice
- WorldCat
- Google Knjige
- [neaktivna poveznica]